# Яковлева, Майя Яковлевна
Майя Яковлевна Яковлева (13 июля 1934 — 27 мая 2024) — советский и российский журналист, редактор и сценарист. Главный редактор с 1961 по 1986 год журнала «Демократический журналист»(русское издание The Democratic Journalist) издаваемого Международной организацией журналистов (МОЖ).

## Биография
Окончила факультет журналистики МГУ им. М. В. Ломоносова. Входит в число известных выпускников.
С 1956 по 1961 годы сотрудничала с Центральным телевидением в качестве сценариста. Работала методистом-редактором в Методическом кабинете Управления культуры Исполкома Моссовета; старшим научным сотрудником, редактором-обозревателем научных иностранных журналов (сектор информации) НИИ торговли и общественного питания.
Сотрудничала с Moscow News и иновещанием Всесоюзного радио.
Автор документальной программы 1 канала «День Москвы», показанной в эфире с 19:00 до 23:00[когда?]

.
Включена в число участников проекта и книги «100 современников о Юрии Любимове».
Умерла 27 мая 2024 года в Москве в возрасте 89 лет.

## Семья
Отец — разведчик, полковник госбезопасности СССР Яков Лазаревич Яковлев (Халфин).
Муж — заслуженный экономист, профессор, академик Анатолий Георгиевич Новицкий. Дочь. Внучка Эмилия Деменцова.

## Награды и почётные звания
- Медаль «В ознаменование 100-летия со дня рождения Владимира Ильича Ленина»
- Заслуженный работник культуры России
- Член творческого неполитического общественного объединения Союз журналистов России
- Диплом и знак Международной организации журналистов за вклад в развитие демократической журналистики
- Награда Международной организации журналистов 6 октября 1971 г.
- Победитель международного литературного конкурса, посвященного 200-летию Чарльза Диккенса (Организатор — Посольство Великобритании в Москве) в 2012 г.
- Благодарность Мэра Москвы С. С. Собянина 2018 г.